# Kozak (priimek)
Kozak je priimek v Sloveniji, ki ga je po podatkih Statističnega urada Republike Slovenije na dan 1. januarja 2010 uporabljalo 28 oseb. Priimek je razširjen zlasti po srednji in vzhodni Evropi (češki, slovaški in madžarski zapis: Kozák)  

## Znani slovenski nosilci priimka
- Barbara Kozak, pesnica
- Damjan Kozak (1924—2006), fizikalni kemik
- Eva-Lucija Kozak (*1989), slikarka, večmedijska umetnica
- Gregor Kozak (1935-2006), ?
- Jernej Kozak (*1946), matematik, univerzitetni profesor
- Ferdo Kozak (1894—1957), pisatelj, urednik, politik
- Jolanta Groo-Kozak (1939—2022), prevajalka iz poljščine, lektorica
- Josip Kozak ("Štrajzl") (?—1928), gostilničar, ljubljanski mestni odbornik
- Joža (Jože) Kozak (1895—1977), Sokol-telovadec, učitelj telovadbe in smučanja, začetnik ortopedske telovadbe, sibriski ujetnik in častnik, fotograf
- Juš Kozak (1892—1964), pisatelj, kritik, urednik, akademik
- Krištof Jacek Kozak (*1969), literarni zgodovinar, dramaturg in teatrolog
- Matija Kozak, zdravnik internist, prof. MF
- Miklavž Kozak (1918—1971), zdravnik mikrobiolog/parazitolog
- Primož Kozak (1929—1981), pisatelj, dramatik, esejist, dramaturg, profesor AGRFT
- Urška Kozak, slikarka, ilustratorka
- Vlado Kozak (Lado-"Dizma") (1907—1985), publicist in politik

## Znani tuji nosilci priimka
- András Kozák (1943—2005), madžarski filmski igralec
- Andrzej Kozak (*1934), poljski igralec
- Anna Kozak (*1974), beloruska atletinja šprinterka
- Danuta Kozák (*1987), madžarska kanuistka
- Dimitrij Nikolajevič Kozak (*1958), ruski politik (ukrajinskega rodu)
- Harley Jane Kozak (*1957), ameriška igralka in pisateljica
- Heidi Kozak (*1963), ameriška filmska igralka
- Jan Kozák (1921—1995), češki pisatelj in češkoslovaški kulturnopolitični funkcionar
- Ján Kozák (*1954 in *1980), slovaška nogometaša (oče in sin)
- Libor Kozák (*1989), češki nogometaš
- Marilyn Kozak (*1943), ameriška molekularna biologinja
- Petro Kozak (1911—1984), ukrajinski grškokatoliški škof
- Roman Mikolajovič Kozak (*1957), ukrajinski politik
- Roman Jefimovič Kozak (1957—2010), ruski igralec in gledališki režiser
- Semjon Antonovič Kozak (1902—1953), sovjetski general in dvakratni heroj Sovjetske zveze
- Taras Kozak (*1972), ukrajinski politik
- Václav Kozák (1937—2004), češki veslač
- Warren Kozak (*1951), ameriški novinar in pisatelj

## Glej še:
- priimek Kozar
- priimek Kozjek
- priimek Kozamernik
- priimek Košak
- Kozjak (razločitev)